# Welch Award in Chemistry
Der Welch Award in Chemistry ist ein jährlich von der Robert A. Welch Foundation (gegründet 1954) in Houston vergebener Chemie-Preis. Er ist nach dem Industriellen Robert Alonzo Welch benannt. Er ist zurzeit (2022) mit 500.000 Dollar dotiert und wird seit 1972 vergeben.
Der Preis wird für Forschung in der Chemie vergeben, die einen signifikanten, positiven Einfluss auf die Menschheit hatte. Die Forschungsbeiträge sollten nicht schon vorher in ähnlicher Weise gewürdigt worden sein.

## Preisträger
- 1972 Karl August Folkers, University of Texas at Austin
- 1974 Albert Eschenmoser, ETH Zürich
- 1976 Neil Bartlett, University of California, Berkeley
- 1978 Edgar Bright Wilson, Harvard University
- 1980 Sune Bergström, Karolinska-Institut
- 1981 Paul Doughty Bartlett, Texas Christian University
- 1982 Frank Westheimer, Harvard University
- 1983 Henry Taube, Stanford University
- 1984 Kenneth Pitzer, University of California, Berkeley
- 1985 Duilio Arigoni, ETH Zürich
- 1986 George C. Pimentel, University of California, Berkeley
- 1987 Harry George Drickamer, University of Illinois at Urbana-Champaign
- 1988 Richard Barry Bernstein, University of California, Los Angeles
- 1989 Norman Davidson, Caltech
- 1990 John D. Roberts, Caltech; William von Eggers Doering, Harvard
- 1991 Earl R. Stadtman, National Institutes of Health; Edwin G. Krebs, Howard Hughes Medical Institute, University of Washington
- 1992 Richard Smalley, Rice University
- 1993 Gilbert Stork, Columbia University
- 1994 Jack Halpern, University of Chicago; F. Albert Cotton, Texas A&M
- 1995 Jeremy R. Knowles, Harvard University; Robert H. Abeles, Brandeis University
- 1996 Koji Nakanishi, Columbia University
- 1997 Ahmed Zewail, Caltech
- 1998 Pierre Chambon, College de France
- 1999 Richard N. Zare, Stanford University
- 2000 A. Ian Scott, Texas A&M University; Alan Battersby, Cambridge
- 2001 Roger D. Kornberg, Stanford University
- 2002 Harden M. McConnell, Stanford University
- 2003 Ronald Breslow, Columbia University
- 2004 Allen J. Bard, University of Texas at Austin
- 2005 George Whitesides, Harvard University
- 2006 Daniel E. Koshland, University of California, Berkeley
- 2007 William H. Miller, University of California, Berkeley; Noel S. Hush, University of Sydney
- 2008 Alexander Rich, Massachusetts Institute of Technology
- 2009 Harry B. Gray, California Institute of Technology
- 2010 JoAnne Stubbe, Massachusetts Institute of Technology; Christopher T. Walsh, Harvard Medical School
- 2011 John S. Waugh, Harvard Medical School
- 2012 David A. Evans, Harvard University
- 2013 Louis E. Brus, Columbia University
- 2014 Robert G. Bergman, University of California, Berkeley
- 2015 Stephen C. Harrison, Harvard Medical School
- 2016 Richard H. Holm, Harvard University; Stephen J. Lippard, Massachusetts Institute of Technology
- 2017 John B. Goodenough, University of Texas at Austin
- 2018 Adriaan Bax, National Institute of Diabetes and Digestive and Kidney Diseases
- 2019 A. Paul Alivisatos, University of California Berkeley; Charles M. Lieber, Harvard University
- 2020 Steven L. McKnight, The University of Texas Southwestern Medical Center
- 2021 Chi-Huey Wong, The Scripps Research Institute
- 2022 Carolyn R. Bertozzi, Stanford University
- 2023 Jacqueline K. Barton, California Institute of Technology
- 2024 Eric N. Jacobsen, Harvard University
- 2025 Stuart L. Schreiber, Harvard University; Peter G. Schultz, Scripps Research